# Tribelos quadripunctatus
Tribelos quadripunctatus är en tvåvingeart som först beskrevs av Malloch 1915.  Tribelos quadripunctatus ingår i släktet Tribelos och familjen fjädermyggor. Inga underarter finns listade i Catalogue of Life.